# Rózsás turákó

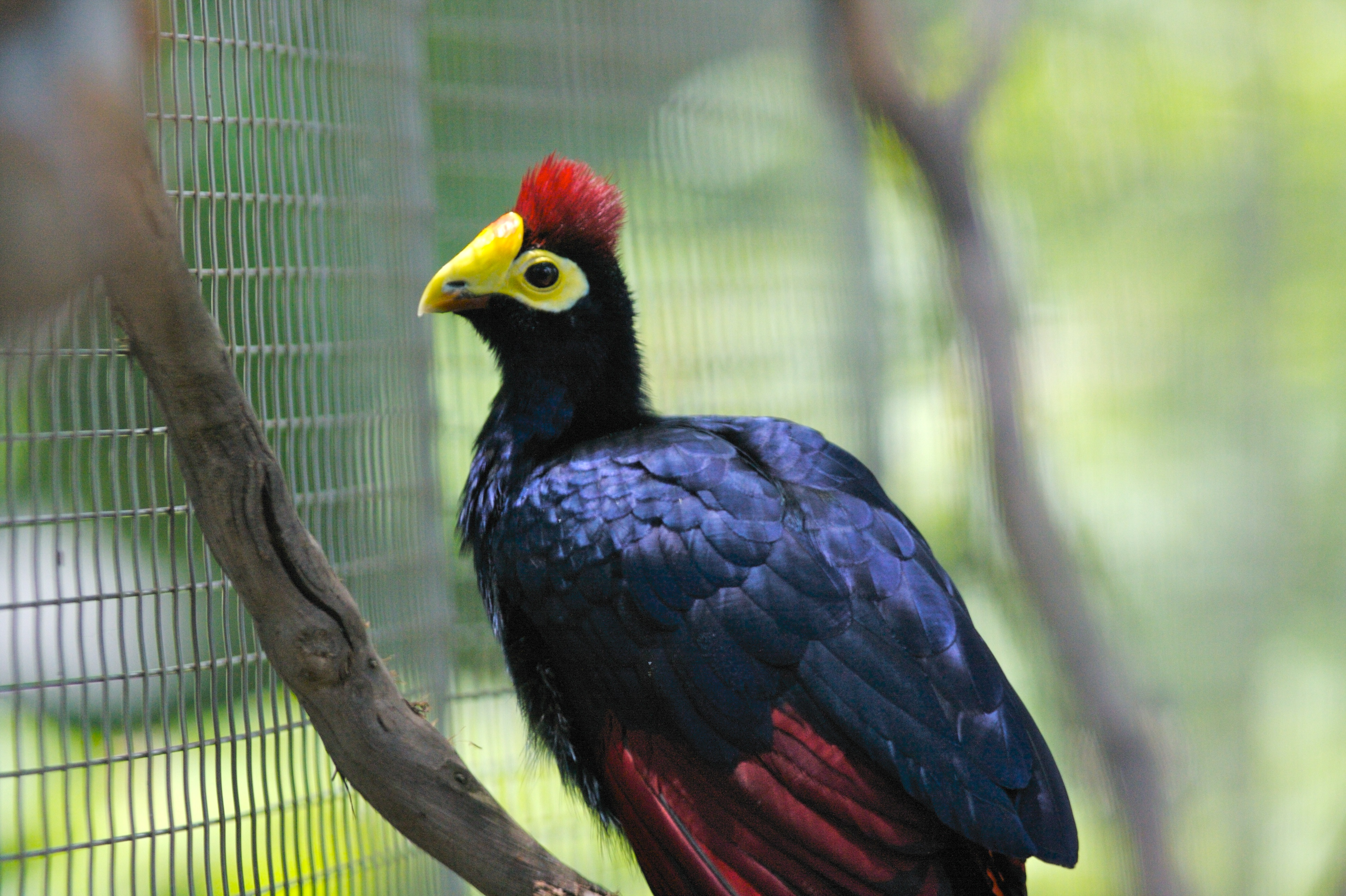

A rózsás turákó (Musophaga rossae) a madarak osztályának turákóalakúak (Musophagiformes) rendjébe, ezen belül a turákófélék (Musophagidae) családjába tartozó faj. Korábbi rendszertanok, a család más fajaival együtt a kakukkalakúak rendjébe sorolták be.

## Előfordulása
Angola, Botswana, Burundi, Kamerun, a Közép-afrikai Köztársaság, a  Kongói Demokratikus Köztársaság, Gabon, Kenya, Ruanda, Szudán, Tanzánia, Uganda és Zambia területén honos. A faj nem költöző, a nyílt, fás területeket, folyó menti erdőket és párás klímájú erdőket kedveli. Előfordulási területén viszonylag gyakori. Szívesen tartózkodik a fák felső lombkoronaszintjén.
Területét nagyon védi, más madárfajokkal – akár a ragadozó madarakkal szemben – agresszív. Párosan vagy kisebb csoportokban él.
A faj fogságban gyakori, bár nem annyira, mint legközelebbi rokona, a viola turákó.

## Megjelenése
A rózsás turákó 51–54 cm hosszúságú, súlya 390-444 gramm, az összes turákóféle közül a második legnagyobb faj, nagyobb, mint a viola turákó. Méretén kívül, a viola turákótól megkülönbözteti még lenyűgöző, vörös színű tollbóbitája, sárga szemgyűrűje és sárga csőre, mely hátranyúlva védőlemezt alkot a homlokán. Teste ibolyakék-feketés színű, lába és lábfeje fekete. Mindkét ivarú egyed hasonló, nemük megállapítása csak alapos vizsgálattal lehetséges.
Hangja folyamatos, ritmusos, torokból jövő, kissé majomszerű hang.

## Tápláléka
A faj elsősorban gyümölcsevő. Tenyészidőszakban ízeltlábúakat is elfogyaszt. Tápláléka közé tartoznak a virágok és friss rügyek, termeszek és csigák.

## Szaporodása
A hímek és a nőstények közösen építik fákon ágakból épült fészküket, akár 15 m magasságban. A tojó 1 vagy 2 tört fehér színű tojást tojik, a hím és a nőstény közösen, felváltva költik az utódokat. A költési idő 24-26 nap. A fiókák felnevelésében mindkét szülő részt vesz. A csibék egy hónap után kelnek szárnyra. A fiókáknak fekete pelyhes tollazata van, mely egész testüket és lábukat beborítja. A csőr felső borítása fekete, mely mélysárga színbe hajlik. Három-négy hetes korukban kialakul a mell, a szárnyak és a farok ibolya színe, a szárnyak aljának vörös színe, és a bóbita vöröses árnyalata.